# 定制服裝
定制服裝是指根據个人體型製作的服裝，此類服裝製作前會專門測量一下顧客的體型，而且不批量生產，定製服裝基本上只製作單件，因而定制服装的合身性会优于成衣。某些顧客特需的西装和运动夹克是最常见的定制服装。不過定製服裝依然是在現有的标准化服裝基礎上根據客戶的需求稍有改進，而定制剪裁则是完全根据客户的需求从头开始制作。通常情況下定制服装比成衣要贵，但比定制剪裁服装便宜。
除了個人體型外，顧客也可以提出單獨的面料和款式要求。另外定製服裝還可以分為個人定製和團體定制。